# Ще спра да те обичам
Ще спра да те обичам (на испански: Te dejaré de amar) е мексиканска теленовела, създадена от Хоакин Гереро Касасола и Луис Фернандо Мартинес, режисирана от Ектор Бония и Роберто Соса и продуцирана от Алехандра Ернандес за ТВ Ацтека през 1996 г.
В главните роли са Гладис Хименес и Хавиер Гомес, а в отрицателните – Росио Банкелс, Рафаел Санчес Наваро и Мигел Варони. Специално участие вземат първите актьори Ана Офелия Мургия и Ектор Бония.

## Сюжет
Ана Лаура Робледо е ентусиазирана, независима и мечтателна жена с желание да изпъкне в бизнеса с цветя, но тя страда много, когато осъзнава, че цветята са само маскировка, която прикрива лъжите, интригите и завистта, които заобикалят живота ѝ. Фелипе Монтиел, нейният първи приятел, поради завистта и професионалната ревност, които изпитва към приятелката си, я въвлича в измама за милиони долари с фирмата „Цветята на Мексико“, собственост на семейство Лариос.
При тези обстоятелства животът на Ана Лаура се променя радикално, тъй като тя среща семейството, съставено от Себастиан Лариос, женкар, който иска само мимолетно и вълнуващо приключение с нея, но без никаква сериозност или ангажираност, неговия по-голям брат Еваристо Лариос, мъж, който я пленява с чара си на зрял мъж, който успява веднага да я направи своя жена, но който с течение на времето я превръща в плячка на света на суета и фриволности, и накрая сестра им Виолета Лариос, жена, изпълнена със завист и амбиция да контролира семейния бизнес, която се превръща във вечната ѝ съперница.
Оттогава Ана Лаура живее нещастно, поради малтретирането и унижението на семейството, намирайки спокойствие и любов едва когато среща Хуан Сантос Елисалде, интелигентен и страстен мъж, отдаден на своята парфюмерийна компания. Ана Лаура и Хуан се потапят в интензивен аромат, за да изживеят страстна любовна история, в която те трябва да преодолеят много препятствия, започвайки от завистливата Виолета, която прави всичко възможно, за да им попречи да бъдат заедно, тъй като тя също е влюбена в него; с отмъщението на Еваристо, който всъщност крие зъл дух, който търси начин, за да ги унищожи; и Себастиан, който осъзнава, че наистина обича Ана Лаура.

## Актьори
- Росио Банкелс – Виолета Лариос
- Мигел Варони – Еваристо Лариос
- Рафаел Санчес Наваро – Хуан Сантос Елисалде
- Гладис Хименес – Ана Лаура
- Хавиер Гомес – Себастиан Лариос
- Ана Офелия Мургия – Алисия Лариос
- Хосе Луис Франко – Фелипе Монтиел
- Джина Морет – Рита
- Милтън Кортес – Руди
- Франсиска – Паулина
- Мария Фернанда Гарсия – Лихия
- Алисия Бонет – Сандра
- Роберто Карера – Антонио
- Дебора Риос – Полет
- Нора Пара – Ирина
- Адриана Пара – Андреа
- Хорхе Финк – Рамиро
- Фарнесио де Бернал – Джак
- Ектор Бония
- Минеко Мори
- Лусия Муньос

## Премиера
Премиерата на Ще спра да те обичам е на 9 юли 1996 г. по ТВ 7. Последния 159. излъчен на 14 февруари 1997 г.